# Nusadadi
Nusadadi is een bestuurslaag in het regentschap Banyumas van de provincie Midden-Java, Indonesië. Nusadadi telt 1710 inwoners (volkstelling 2010).